# Eamonn Bannon
Eamonn John Bannon (ur. 18 kwietnia 1958 w Edynburgu) – szkocki piłkarz występujący na pozycji pomocnika.

## Kariera klubowa
Bannon zawodową karierę rozpoczynał w 1976 roku w klubie Heart of Midlothian. Spędził tam trzy lata. W sumie rozegrał tam 71 spotkań i zdobył 19 bramek. Na początku 1979 roku odszedł do angielskiego zespołu Chelsea. W First Division zadebiutował 3 lutego 1979 roku w wygranym 2:1 meczu z Birmingham City. W Chelsea Bannon grał przez kilka miesięcy.
We wrześniu 1979 roku powrócił do Szkocji, gdzie został graczem drużyny Dundee United. W 1980 roku oraz w 1981 roku Bannon wygrał z nią rozgrywki Pucharu Ligi Szkockiej. W 1983 roku zdobył z klubem mistrzostwo Szkocji. W 1987 roku dotarł z nim do finału Pucharu UEFA, ale Dundee uległo tam w dwumeczu drużynie IFK Göteborg. W ciągu 9 lat zagrał tam w 290 meczach i strzelił 71 goli.
W 1988 roku Bannon wrócił do Heart of Midlothian. W 1992 roku wywalczył z nim wicemistrzostwo Szkocji. W 1993 roku przeniósł się do Hibernianu. Potem grał w zespołach Stenhousemuir oraz Spartans, gdzie w 1999 roku zakończył karierę.

## Kariera reprezentacyjna
W reprezentacji Szkocji Bannon zadebiutował 19 grudnia 1979 roku w przegranym 1:3 meczu eliminacji Mistrzostw Europy 1980 z Belgią. W 1986 roku został powołany do kadry narodowej na Mistrzostwa Świata 1986. Zagrał tam w pojedynkach z Danią (0:1) oraz RFN (1:2). Z tamtego turnieju Szkocja odpadła po fazie grupowej. W latach 1979–1986 w drużynie narodowej Bannon rozegrał w sumie 11 spotkań i zdobył 1 bramkę.